# 10-es busz (Debrecen)

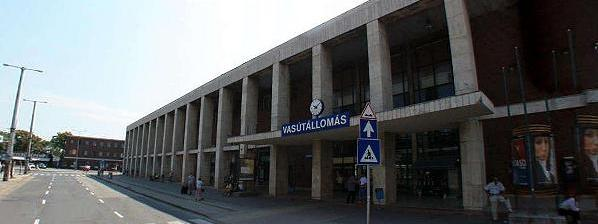
Nagyállomás

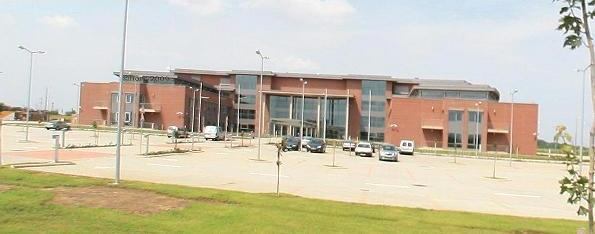
IT Services Hungary Kft

A debreceni 10-es jelzésű autóbusz a Nagyállomás és az IT Services Hungary Kft. között közlekedik. Útvonala során érinti a Nagyállomást, a helyközi autóbusz-állomást, a Segner teret, a Kölcsey Központot, a Debreceni Egyetemet, a Klinikákat, az Augusztát, az Árpád Vezér Általános Iskolát és a Vezér utcai lakótelepet. A 10-es járatokon felül indulnak 10A és 10Y jelzéssel is járatok.

## Története
1961. augusztus 27-én indult el a Nagyállomás és a Klinikák között. 1961 decemberében a délelőtti járatok megszűntek. 1962. április 1-től a járat belső végállomása a Kossuth tér lett. Ezt a módosítást június 25-én visszavonták. Az 1964-es nyári menetrend bevezetésétől kezdve a járat a Nagyállomás – Piac utca – Hatvan utca – Bethlen utca – Egyetem sugárút – Nagyerdei körút – Klinikák. A következő években csatornázási munkálatok miatt többször terelőútvonalon közlekedtek a buszok. 1970. április 1-től meghosszabbított útvonalon, egészen a Tüdőszanatóriumig közlekedett pótolva a megszüntetett 7-es villamost. 1985-ben az új végállomása a Doberdó utca lett. 1993-ban érte el a Vezér utcát. A Kossuth téri sétálóövezet kiépítése miatt 2000. augusztus 21-től a Piac utca – Kálvin tér – Hunyadi utca – Bethlen utca útvonalon közlekedett. 2001. március 1-től megkapta végleges útvonalát, mely szerint a Piac utca – Széchenyi utca – Nyugati utca – Hatvan utca – Bethlen utca útvonalon kerüli ki a főteret. 2009-től elindult a 10Y járat, mely betér a gyógyszergyárhoz. A 2011-es menetrendváltás II. ütemében megváltozott a 10-es járatcsalád. A 10-es és 10Y-os járatok az IT Services Hungary Kft.-ig hosszabbultak meg kiváltva az 50-es buszt, a 10-es addigi útvonalán pedig elindították a 10A járatot. A 2-es villamos elindulásakor a 10/10A/10Y járatok a Nagyállomás – Erzsébet utca – Külsővásártér – Nyugati utca útvonalon érték el a Segner teret, valamint a 10A viszonylat a Doberdó utcáig rövidült. Lakossági kérésre 2014 nyarától jelentősen több 10-es autóbusz közlekedik az addigi 10A autóbuszok helyett.

## Járművek
A vonalon leggyakrabban Volvo Alfa Cívis 18 típusú csuklós buszok közlekednek. Csúcsidőn kívül és hétvégén Volvo Alfa Cívis 12 típusú szóló buszok járnak a legtöbbet. Hétköznapokon Mercedes Conecto G  típusú csuklós buszt is adnak ki a vonalra. 

## Útvonala
| Év        | Végállomások                           | Útvonal oda | Útvonal vissza |
| --------- | -------------------------------------- | --- | --- |
| 1961-1962 | Nagyállomás – Klinikák                 | Piac utca – Kossuth tér – Hatvan utca – Bethlen utca – Mester utca – Csemete utca – Dózsa György utca – Nádor utca – Gyöngyösi utca – Egyetem sugárút – Egyetem tér – Nagyerdei körút                    | Nagyerdei körút – Egyetem tér – Egyetem sugárút – Gyöngyösi utca – Nádor utca – Dózsa György utca – Mester utca – Bethlen utca – Hatvan utca – Kossuth tér – Piac utca                                                |
| 1962      | Kossuth tér – Klinikák                 | Hatvan utca – Bethlen utca – Mester utca – Csemete utca – Dózsa György utca – Nádor utca – Gyöngyösi utca – Egyetem sugárút – Egyetem tér – Nagyerdei körút                                              | Nagyerdei körút – Egyetem tér – Egyetem sugárút – Gyöngyösi utca – Nádor utca – Dózsa György utca – Mester utca – Bethlen utca – Hatvan utca                                                                          |
| 1962-1964 | Nagyállomás – Klinikák                 | Piac utca – Kossuth tér – Hatvan utca – Bethlen utca – Mester utca – Csemete utca – Dózsa György utca – Nádor utca – Gyöngyösi utca – Egyetem sugárút – Egyetem tér – Nagyerdei körút                    | Nagyerdei körút – Egyetem tér – Egyetem sugárút – Gyöngyösi utca – Nádor utca – Dózsa György utca – Mester utca – Bethlen utca – Hatvan utca – Kossuth tér – Piac utca                                                |
| 1964-1970 | Nagyállomás – Klinikák                 | Piac utca – Kossuth tér – Hatvan utca – Bethlen utca – Egyetem sugárút – Egyetem tér – Nagyerdei körút                                                                                                   | Nagyerdei körút – Egyetem tér – Egyetem sugárút – Bethlen utca – Hatvan utca – Kossuth tér – Piac utca |
| 1970-1985 | MÁV állomás – Tüdőklinika              | Piac utca – Kossuth tér – Hatvan utca – Bethlen utca – Egyetem sugárút – Egyetem tér – Nagyerdei körút – Pallagi út – Móricz Zsigmond út                                                                 | Móricz Zsigmond út – Pallagi út – Nagyerdei körút – Egyetem tér – Egyetem sugárút – Bethlen utca – Hatvan utca – Kossuth tér – Piac utca                                                                              |
| 1985-1993 | MÁV állomás – Doberdó utca             | Piac utca – Kossuth tér – Hatvan utca – Bethlen utca – Egyetem sugárút – Egyetem tér – Nagyerdei körút – Pallagi út – Móricz Zsigmond út – Kartács utca                                                  | Kartács utca – Móricz Zsigmond út – Pallagi út – Nagyerdei körút – Egyetem tér – Egyetem sugárút – Bethlen utca – Hatvan utca – Kossuth tér – Piac utca                                                               |
| 1993-2000 | Nagyállomás – Vezér utca               | Piac utca – Kossuth tér – Hatvan utca – Bethlen utca – Egyetem sugárút – Egyetem tér – Nagyerdei körút – Pallagi út – Móricz Zsigmond út – Kartács utca – Doberdó utca                                   | Doberdó utca – Kartács utca – Móricz Zsigmond út – Pallagi út – Nagyerdei körút – Egyetem tér – Egyetem sugárút – Bethlen utca – Hatvan utca – Kossuth tér – Piac utca                                                |
| 2000-2001 | Nagyállomás – Vezér utca               | Piac utca – Kossuth tér – Kálvin tér – Hunyadi utca – Bethlen utca – Egyetem sugárút – Egyetem tér – Nagyerdei körút – Pallagi út – Móricz Zsigmond út – Kartács utca – Doberdó utca                     | Doberdó utca – Kartács utca – Móricz Zsigmond út – Pallagi út – Nagyerdei körút – Egyetem tér – Egyetem sugárút – Bethlen utca – Hunyadi utca – Kálvin tér – Kossuth tér – Piac utca                                  |
| 2001-2011 | Nagyállomás – Vezér utca               | Piac utca – Széchenyi utca – Nyugati utca – Hatvan utca – Bethlen utca – Egyetem sugárút – Egyetem tér – Nagyerdei körút – Pallagi út – Móricz Zsigmond út – Kartács utca – Doberdó utca                 | Doberdó utca – Kartács utca – Móricz Zsigmond út – Pallagi út – Nagyerdei körút – Egyetem tér – Egyetem sugárút – Bethlen utca – Hatvan utca – Segner tér – Nyugati utca – Széchenyi utca – Piac utca                 |
| 2011-2014 | Nagyállomás – IT Services Hungary Kft. | Piac utca – Széchenyi utca – Nyugati utca – Hatvan utca – Bethlen utca – Egyetem sugárút – Egyetem tér – Nagyerdei körút – Pallagi út – Móricz Zsigmond út – Kartács utca – Doberdó utca – Vezér utca    | Vezér utca – Doberdó utca – Kartács utca – Móricz Zsigmond út – Pallagi út – Nagyerdei körút – Egyetem tér – Egyetem sugárút – Bethlen utca – Hatvan utca – Segner tér – Nyugati utca – Széchenyi utca – Piac utca    |
| 2014-től  | Nagyállomás – IT Services Hungary Kft. | Erzsébet utca – Külsővásártér – Nyugati utca – Hatvan utca – Bethlen utca – Egyetem sugárút – Egyetem tér – Nagyerdei körút – Pallagi út – Móricz Zsigmond út – Kartács utca – Doberdó utca – Vezér utca | Vezér utca – Doberdó utca – Kartács utca – Móricz Zsigmond út – Pallagi út – Nagyerdei körút – Egyetem tér – Egyetem sugárút – Bethlen utca – Hatvan utca – Segner tér – Nyugati utca – Külsővásártér – Erzsébet utca |

## Megállóhelyei
Az átszállási kapcsolatok között az azonos útvonalon közlekedő 10A és 10Y buszok nincsenek feltüntetve.
| 0  | Nagyállomás végállomás                            | 33 | 1, 2 14, 16, 18, 18Y, 21, 30, 30A, 30I, 30N, 37, 39, 39X, 42, 42A, 43, 44, 46, 46E, 46H, 47, 47Y, 48, 49, 49Y, 146, A1, Airport1 5, 5A Helyközi buszok S506 sebesvonat, gyorsvonat, IC, EC, expresszvonat |
| 2  | MÁV-rendelő                                       | 32 | 14, 30, 30A, 39, 39X, 46, 46H, 49, 49Y, 146 5, 5A Helyközi buszok |
| 3  | Mentőállomás                                      | 31 | 14, 19, 30, 30A, 39, 39X, 46, 46H, 49, 49Y, 146 5, 5A |
| 5  | Mechwart András Szakközépiskola                   | 30 | 3, 3A, 4, 5, 5A 14, 19, 25, 25Y, 34, 35, 35Y, 36, 41, 41Y, 42, 42A, 45, 46, 46E, 46H, 49, 49Y, 125, 125Y, 146, A1 Helyközi buszok                                                                         |
| 6  | Segner tér                                        | 28 | 3, 3A, 4, 5, 5A 11, 13, 14, 17, 17A, 24, 24Y, 25, 25Y, 33, 33E, 34, 35, 35E, 35Y, 36, 42, 42A, 45, 46, 46E, 46H, 49, 49Y, 125, 125Y, 146, A1 Helyközi buszok                                              |
| 8  | Hatvan utca                                       | 26 | 13, 14, 22, 22Y, 24, 24Y, 33, 34, 35, 35Y, 36 |
| 9  | Kölcsey Központ (Bethlen utca) (↓) Jókai utca (↑) | 24 | 2 11, 13, 14, 15, 15Y, 22, 22Y, 24, 24Y, 33, 43 |
| 12 | Honvéd utca                                       | 21 | 13, 33 |
| 14 | Egyetem sugárút                                   | 19 | 13, 21, 23, 33, A1 |
| 15 | Nagy Lajos király tér                             | 17 | 13 |
| 16 | Egyetem tér                                       | 16 | 13 |
| 18 | Egyetem                                           | ∫  | 1 12, 13, 22 |
| 19 | Klinikák                                          | 14 | 1 12, 13, 22, 24, 51E |
| 20 | Szociális Otthon                                  | 12 | 12, 13, 16, 22Y, 24Y |
| 21 | Móricz Zsigmond út (↓) Pallagi út (↑)             | 11 | 12, 13, 16, 22Y, 24Y |
| 22 | Auguszta                                          | 10 | 12, 22Y, 24Y |
| 25 | Kartács utca (↓) Sportkollégium (↑)               | 8  | 2 12, 22, 22Y, 23, 23Y, 24, 24Y |
| 27 | Doberdó utca                                      | 6  | 2 15, 15Y, 22, 23, 23Y, 24, 36Y, 50, 51E |
| ∫  | Árpád Vezér Általános Iskola                      | 5  | 2 15, 15Y, 22, 24, 34, 35, 35E, 35Y, 36, 36E, 36Y, 50 Helyközi buszok |
| 29 | Nyék utca                                         | 3  | 50 |
| 30 | Vezér utca                                        | 2  | 14, 50 |
| ∫  | Rugó utca                                         | 1  | 14, 50 |
| 32 | IT Services Hungary Kft. végállomás               | 0  | 14, 50 |